# Caitlin Clark
Caitlin Elizabeth Clark (Des Moines, Iowa, 22 de enero de 2002) es una baloncestista estadounidense que milita en las Indiana Fever de la Women's National Basketball Association (WNBA). Con 1,83 metros de altura, juega en la posición de base.
Jugó a nivel universitario en Iowa, donde fue dos veces subcampeona del Torneo de la NCAA. Lideró la División I de la NCAA en anotación y asistencias en tres ocasiones y fue nombrada dos veces Jugadora del Año. Es la máxima anotadora de la historia del baloncesto universitario estadounidense, teniendo en cuenta tanto la categoría femenina como la masculina.
Tras finalizar su ciclo universitario, Clark fue seleccionada en la primera posición global del Draft de la WNBA de 2024 por las Fever.

## Biografía
Nació en Des Moines, la capital de Iowa y empezó a jugar a baloncesto a los cinco años de edad en un equipo masculino debido a que no había equipos femeninos de su edad.
Clark y su padre Brent solían asistir a los partidos de las Minnesota Lynx, donde jugaba su jugadora favorita, Maya Moore.[cita requerida]

## Carrera

### Instituto
Asistió al Instituto Católico Dowling de West Des Moines. En su primer año en el equipo de baloncesto, promedió 15,3 puntos, 4,7 asistencias y 2,3 robos por partido. Como sophomore aumentó su media de anotación a 27,1 puntos por encuentro. En febrero de 2019, ante el Instituto Mason City, Clark logró la segunda mayor anotación de las historia del baloncesto femenino de instituto de Iowa con 60 puntos. A finales de ese año, se comprometió con la Universidad de Iowa en detrimento de universidades como Iowa State o Notre Dame.
En su último año en el instituto, Clark promedió 33,4 puntos, 8 rebotes, 4 asistencias y 2,7 robos por partido. Fue seleccionada para participar tanto en el McDonald's All-American Game como en el Jordan Brand Classic, pero ambos eventos fueron cancelados debido a la pandemia de COVID-19.

### Universidad

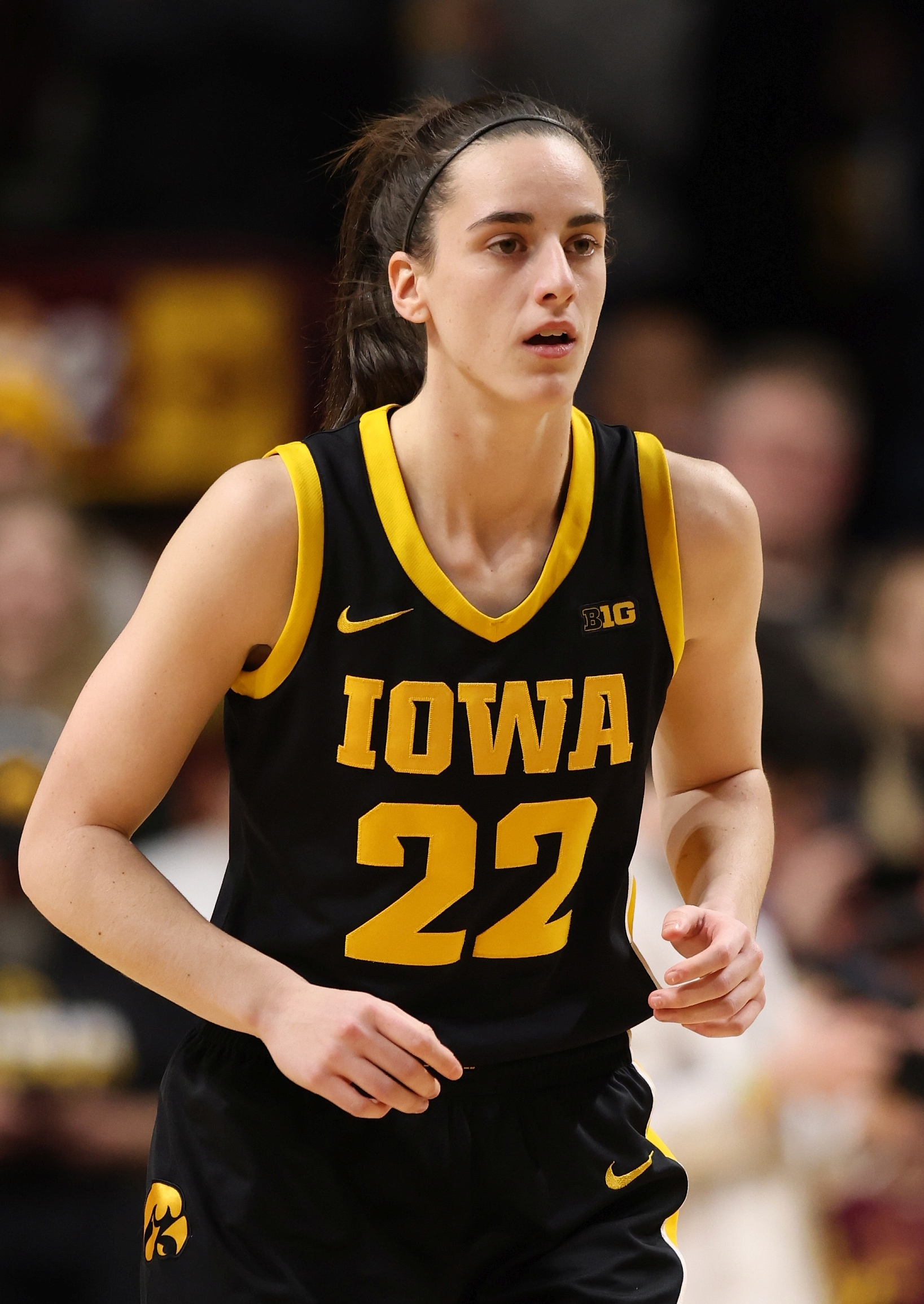
Clark en 2024

Clark ingresó a su primera temporada en Iowa como base titular del equipo. En su debut anotó 27 puntos en la victoria 96-81 ante Northern Iowa.

#### Estadísticas
| Año     | Equipo | PJ  | PT  | MPP  | %TC  | %3P  | %TL  | RPP | APP | ROB | TPP | PPP  |
| ------- | ------ | --- | --- | ---- | ---- | ---- | ---- | --- | --- | --- | --- | ---- |
| 2020-21 | Iowa   | 30  | 30  | 34.0 | .472 | .406 | .858 | 5.9 | 7.0 | 1.3 | .5  | 26.6 |
| 2021-22 | Iowa   | 32  | 32  | 35.9 | .452 | .332 | .881 | 8.0 | 8.0 | 1.5 | .6  | 27.0 |
| 2022-23 | Iowa   | 38  | 38  | 34.4 | .473 | .389 | .839 | 7.1 | 8.6 | 1.5 | .5  | 27.8 |
| 2023-24 | Iowa   | 39  | 39  | 34.8 | .455 | .378 | .860 | 7.4 | 8.9 | 1.8 | .5  | 31.6 |
| Total   | Total  | 139 | 139 | 34.8 | .462 | .377 | .858 | 7.1 | 8.2 | 1.5 | .5  | 28.4 |

### WNBA

#### Indiana Fever
Clark fue elegida en la primera posición del Draft de la WNBA de 2024 por las Indiana Fever. Hizo su debut oficial con las Fever el 14 de mayo de 2024 ante las Connecticut Sun. Anotó 20 puntos, repartió tres asistencias y cometió diez pérdidas de balón, estableciendo un récord en esta categoría para una jugadora novata.
El 6 de julio de 2024 ante New York Liberty registra un triple-doble de 19 puntos, 13 asistencias y 12 rebotes, siendo el primero registrado por una rookie en la WNBA. El 17 de julio ante Dallas Wings reparte 19 asistencias, siendo récord de la WNBA en un partido.
El 4 de octubre de 2024 es nombrada la Novata del Año de la WNBA recibiendo 66 de 67 votos a primer lugar.

## Premios y nominaciones
| Año  | Premio                          | Nominado      | Categoría                    | Resultado | Ref.  |
| ---- | ------------------------------- | ------------- | ---------------------------- | --------- | ----- |
| 2025 | Nickelodeon Kids' Choice Awards | Caitlin Clark | Deportista femenina favorita | Nominada  | [ 9 ] |